# 1041
Évszázadok: 10. század – 11. század – 12. század
Évtizedek: 990-es évek – 1000-es évek – 1010-es évek – 1020-as évek – 1030-as évek – 1040-es évek – 1050-es évek – 1060-as évek – 1070-es évek – 1080-as évek – 1090-es évek
Évek: 1036 – 1037 – 1038 – 1039 –  1040 – 1041 – 1042 – 1043 – 1044 – 1045 – 1046

## Események
- Péter magyar király seregei vereséget szenvednek Bajorországban, mire a nemesség ellentétes szárnya fellázad és Aba Sámuelt választja királlyá. Péter III. Henrik német-római császárhoz menekül, aki jó alkalmat lát a Magyarország feletti uralom megszerzésére.
- december 10. – Zoé, bizánci császárnő trónra emeli fogadott fiát V. Mihály néven (1042-ben megfosztják trónjától).

## Születések
- III. Harald dán király

## Halálozások
- december 10. – IV. (Paphlagóniai) Mihály bizánci császár (* 1010).